# Wolfgang Raufelder

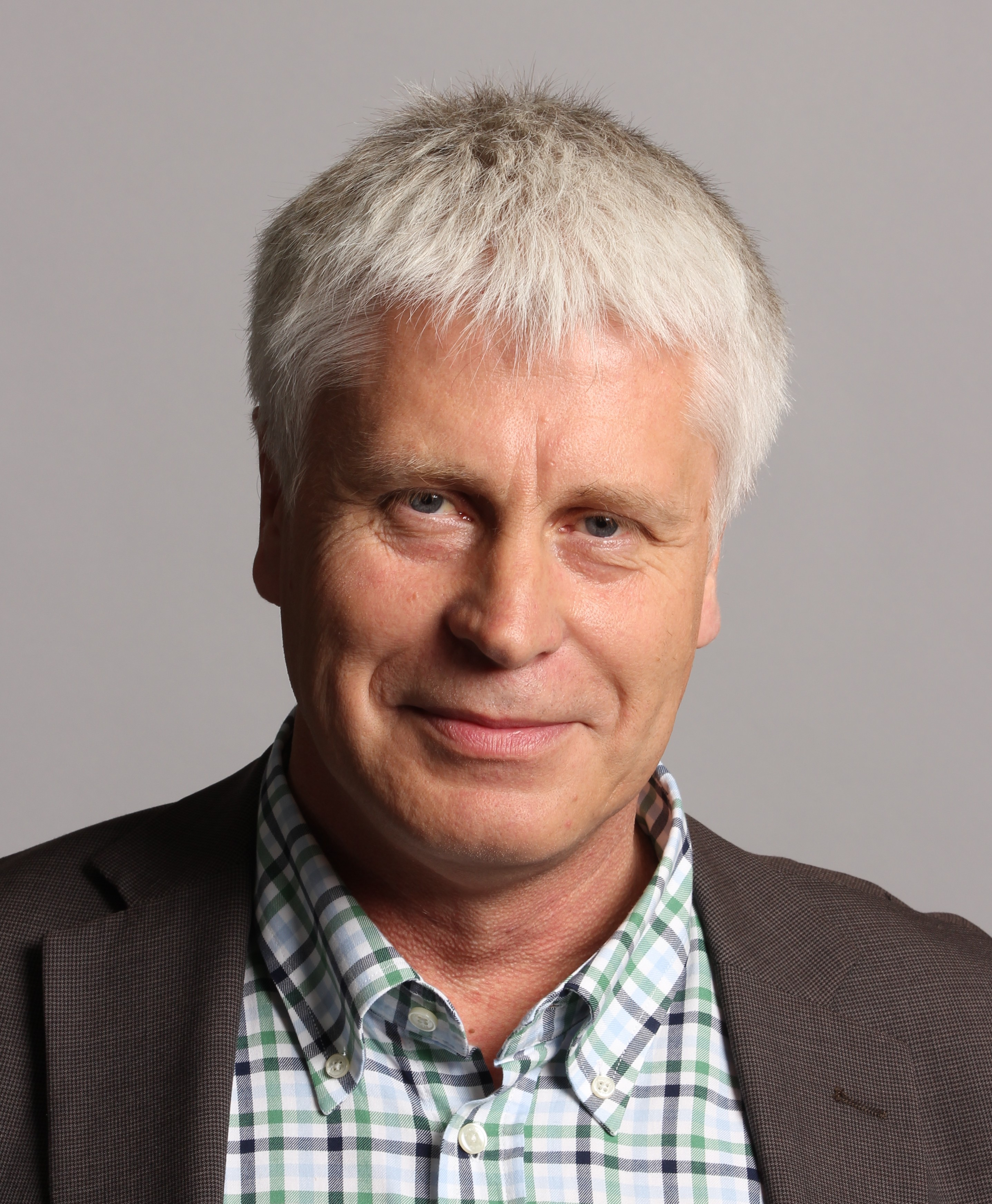
Wolfgang Raufelder (2013)

Wolfgang Raufelder (* 16. Juli 1957 in Mannheim-Friedrichsfeld; † 28. November 2016 bei Brühl) war ein deutscher Politiker (Bündnis 90/Die Grünen). Er war von 2011 bis zu seinem Tod Mitglied des Landtags von Baden-Württemberg.

## Leben
Raufelder studierte nach dem Fachabitur in Mannheim Architektur und Biologie in Darmstadt und Frankfurt. Beruflich war er tätig beim Staatlichen Hochbauamt Mannheim/Heidelberg, beim Regierungspräsidium Darmstadt und bei der Stadt Viernheim. Bekannt wurde er seit den 1980er Jahren insbesondere durch sein Engagement für Umweltschutz und Naturschutz in der Rhein-Neckar-Region. Raufelder war beim Bund für Naturschutz (BUND) aktiv.
1999 wurde Raufelder für die Grünen in den Gemeinderat der Stadt Mannheim gewählt. 2001 wurde er Fraktionsvorsitzender von Bündnis 90/Die Grünen in der Verbandsversammlung vom Verband Region Rhein-Neckar. 2004 wurde er auch zum Fraktionsvorsitzenden der Grünen im Mannheimer Gemeinderat gewählt.
Bei der Landtagswahl in Baden-Württemberg 2006 kandidierte er, wurde aber mit 14,6 Prozent nicht gewählt. Bei der Wahl zum Oberbürgermeister der Stadt Mannheim im Jahr 2007 erzielte er 13,4 Prozent. Bei der Landtagswahl in Baden-Württemberg 2011 kandidierte er erneut und gewann mit 29,6 Prozent das Direktmandat im Wahlkreis Mannheim II, das er 2016 verteidigte. Er war zuletzt Mitglied des Verkehrs- und des Finanzausschusses und Vorsitzender des Arbeitskreises Verkehr der Fraktion.
Raufelder lebte in Mannheim-Seckenheim. Er war evangelisch, verheiratet mit Gabriele Herrwerth und hatte zwei Kinder, einen Sohn und eine Tochter. In den Jahren vor seinem Tod hatte er mit gesundheitlichen Problemen als Folge einer Knieoperation zu kämpfen. Seine brennende Leiche war am Morgen des 28. November 2016 am Rheinufer der Brühler Kollerinsel aufgefunden worden; die Polizei ging von einem Suizid durch Selbstverbrennung aus. Für ihn rückte Elke Zimmer in den Landtag nach.

## Nachwirken
Im Gedenken an Wolfgang Raufelder wird vom 2018 gegründeten Verein „Wolfgang-Raufelder-Umweltschutz“ der mit 5000 Euro dotierte Wolfgang-Raufelder-Preis für Naturschutz, Mobilität, alternative Energien sowie ökologische Stadtplanung und Stadtentwicklung vergeben.

## Ehrungen
2015 wurde Raufelder vom Bewohnerverein Jungbusch mit der Verleihung des Sackträgerpreises für sein Engagement als  „Brückenretter und Brückenbauer“ ausgezeichnet. Als Stadtrat und Landtagsabgeordneter hatte er sich stark dafür eingesetzt, dass die Teufelsbrücke – die älteste noch erhaltene Brücke Mannheims und ein einzigartiges Zeugnis der Ingenieurskunst aus dem Jahr 1878 – erhalten bleibt.
Im Mai 2022 benannte die Stadt Mannheim einen Abschnitt des südlichen Neckarufers zwischen Fernmeldeturm und Riedbahnbrücke-Ost in „Wolfgang-Raufelder-Ufer“.